# Sommer-Paralympics 2024/Teilnehmer (Demokratische Republik Kongo)
| stlisierte Goldmedaille | stlisierte Silbermedaille | stlisierte Bronzemedaille |
| ----------------------- | ------------------------- | ------------------------- |
| —                       | —                         | —                         |

Die Demokratische Republik Kongo entsandte für die Paralympischen Spiele 2024 in Paris zwei Kugelstoßer.

## Teilnehmer

### Leichtathletik
| Athleten               | Klassifizierung | Wettbewerb  | Vorlauf/Vorkampf | Vorlauf/Vorkampf | Finale        | Finale        | Rang |
| Athleten               | Klassifizierung | Wettbewerb  | Zeit/Weite       | Rang             | Zeit/Weite    | Rang          | Rang |
| ---------------------- | --------------- | ----------- | ---------------- | ---------------- | ------------- | ------------- | ---- |
| Frauen                 |                 |             |                  |                  |               |               |      |
| Nancy Nsenga Sala      | F57             | Kugelstoßen | 6,01 m (PB)      | 5                | ausgeschieden | ausgeschieden | 5    |
| Männer                 |                 |             |                  |                  |               |               |      |
| Paulin Mayombo Mukendi | F57             | Kugelstoßen | —                | —                | 9,92 m        | 9             | 9    |

PB: Persönliche Bestleistung